# اندیس بلوطستان۱
بلوطستان۱ یک اندیس غیرفلزی است که در حوالی شهر مهران استان ایلام قرار دارد و مادهٔ معدنی موجود در آن، نمک است.سنگ میزبان این اندیس مارن و رس است  